# Andrzej Lewandowski (generał)
Andrzej Lewandowski (ur. 30 maja 1950 w Gorzowie Wielkopolskim) – generał brygady Wojska Polskiego.

## Życiorys
W latach 1969–1973 studiował w Oficerskiej Szkole Wojsk Obrony Przeciwlotniczej w Koszalinie. W tym samym roku po ukończeniu szkoły objął stanowisko dowódcy plutonu w 12 Pułku Zmechanizowanym w Gorzowie Wielkopolskim. W 1974 roku objął dowództwo baterii w tym samym pułku. Na stanowisku został do 1977 roku. W 1977 roku rozpoczął trzyletnie studia w Akademii Wojsk OPL w Kijowie. od 1980 roku do 1985 zajmował kolejno stanowiska dowódcy dywizjonu OPL, szefa sekcji rozpoznania powietrznego oraz zastępcy szefa sztabu 61 Brygady Artylerii Wojsk Obrony Przeciwlotniczej w Skwierzynie. W 1985 został dowódcą 66 Pułku Artylerii Przeciwlotniczej w Bolesławcu. Po trzech latach został zastępcą szefa OPL Warszawskiego Okręgu Wojskowego. W latach 1990–1992 był słuchaczem Wojskowej Akademii Sztabu Generalnego SZ ZSRR w Moskwie. W 1992 po ukończeniu rosyjskiej uczelni został szefem OPL Warszawskiego Okręgu Wojskowego. W latach 1998–1999 pełnił funkcję zastępcy Szefa Wojsk Obrony Przeciwlotniczej w Wojskach Lądowych. W latach 1999–2002 był szefem Wojsk Obrony Przeciwlotniczej w Wojskach Lądowych. Następnie oddał się do dyspozycji Ministra Obrony Narodowej. W 2003 roku otrzymał stopień naukowy doktora na Akademii Obrony Narodowej w Rembertowie. W latach 2004–2007 pełnił funkcję attaché obrony Rzeczypospolitej Polskiej w Federacji Rosyjskiej w Moskwie. W 2007 roku odszedł do rezerwy.
Generał Lewandowski był zastępcą prezesa Klubu Generałów Wojska Polskiego oraz członkiem Zarządu Głównego Związku Żołnierzy Wojska Polskiego i zastępcą przewodniczącego komisji historycznej tego związku w latach 2009–2013. Był także przewodniczącym Rady Wydawniczej publikacji „Wojska Obrony Przeciwlotniczej Wojsk Lądowych. Historia, Tradycje i Współczesność”. Jest autorem kilkunastu artykułów w Głosie Weterana i Rezerwisty, Biuletynie Przeciwlotników koła nr 36 ZŻWP oraz na stronie internetowej Klubu Generałów Wojska Polskiego.

## Awanse
- podchorąży – 1969,
- podporucznik – 1973,
- porucznik – 1975,
- kapitan – 1978,
- major – 1983,
- podpułkownik – 1987,
- pułkownik – 1990,
- generał brygady – 15 sierpnia 2000[1][2].

## Ordery i odznaczenia
- Krzyż Oficerski Orderu Odrodzenia Polski – 22 października 2001[5]
- Krzyż Kawalerski Orderu Odrodzenia Polski
- Złoty Krzyż Zasługi[1][2]